# Eleições estaduais no Maranhão em 1966
As eleições estaduais no Maranhão em 1966 aconteceram em 15 de novembro conforme prescrito no Ato Institucional Número Três para os 22 estados e os territórios federais do Amapá, Rondônia e Roraima. A ausência de eleições para governador e vice-governador se explica devido a eleição direta realizada no ano anterior na qual José Sarney e Antônio Dino foram levados ao Palácio dos Leões. Assim foram eleitos o senador Clodomir Millet, 16 deputados federais e 40 estaduais numa disputa marcada pela vitória da ARENA cujos candidatos obtiveram quase todos cargos em disputa
Num pleito marcado pelo uso da sublegenda a ARENA elegeu o médico e empresário Clodomir Millet o novo senador do estado. Nascido em Codó e formado em 1936 na Universidade Federal da Bahia, clinicou em São Luís e com o fim do Estado Novo foi para o PR de Artur Bernardes elegendo-se suplente de deputado federal em 1945. Opositor de Vitorino Freire fundou o Jornal do Povo e a convite de Ademar de Barros fundou o PSP tornando-se presidente estadual do partido elegendo-se deputado federal em 1950, 1954 e 1958. Derrotado ao tentar o governo em 1960 e uma vaga de senador em 1954 e 1962, transferiu-se à ARENA e elegeu-se ao impedir a recondução de Eugênio de Barros.
O resultado das eleições evidenciou a ascensão do sarneysmo cuja oposição estava dividida em duas facções: uma alojada no MDB e outra na própria ARENA sob a liderança de Vitorino Freire, político pernambucano residente no Maranhão desde 1934 e que devido às suas ligações com Getúlio Vargas e Eurico Gaspar Dutra filiou-se ao PSD e foi eleito deputado federal antes de obter três mandatos consecutivos de senador. Seu dissenso com José Sarney começou após este trocar o partido de Vitorino Freire pela UDN.

## Resultado das eleições para senador
Os números a seguir têm por fonte os arquivos do Tribunal Superior Eleitoral.
| Candidatos a senador da República | Primeiro suplente de senador    | Número | Coligação             | Votação | Percentual |
| --------------------------------- | ------------------------------- | ------ | --------------------- | ------- | ---------- |
| Clodomir Millet ARENA             | Aquiles Cruz ARENA              | -      | ARENA (em sublegenda) | 117.218 | 58,35%     |
| Eugênio de Barros ARENA           | José Ribamar Machado ARENA      | -      | ARENA (em sublegenda) | 42.926  | 21,37%     |
| Antônio de Moraes Correia MDB     | Osvaldo Martins Bittencourt MDB | -      | MDB (sem coligação)   | 40.734  | 20,28%     |

## Deputados federais eleitos
São relacionados os candidatos eleitos com informações complementares da Câmara dos Deputados.

Representação eleita
  ARENA: 13
  MDB: 3

| Deputados federais eleitos | Partido | Votação | Percentual | Cidade onde nasceu | Unidade federativa |
| Américo de Souza           | ARENA   | 18.515  |            | Coroatá            | Maranhão           |
| Henrique de La Rocque      | ARENA   | 17.987  |            | São Luís           | Maranhão           |
| Alexandre Costa            | ARENA   | 14.811  |            | Caxias             | Maranhão           |
| José Marão Filho           | ARENA   | 12.448  |            | São Luís           | Maranhão           |
| Osvaldo Nunes Freire       | ARENA   | 12.275  |            | Grajaú             | Maranhão           |
| Eurico Ribeiro             | ARENA   | 11.889  |            | Pedreiras          | Maranhão           |
| Renato Archer              | MDB     | 11.782  |            | São Luís           | Maranhão           |
| Pires de Saboia            | ARENA   | 10.408  |            | Independência      | Ceará              |
| Ivar Saldanha              | ARENA   | 10.355  |            | Rosário            | Maranhão           |
| Raimundo Bogéa             | ARENA   | 7.837   |            | Grajaú             | Maranhão           |
| Freitas Diniz              | MDB     | 6.812   |            | Araioses           | Maranhão           |
| Cid Carvalho               | MDB     | 6.422   |            | Rio Branco         | Acre               |
| Vieira da Silva            | ARENA   | 6.419   |            | São Luís           | Maranhão           |
| Emílio Murad               | ARENA   | 6.327   |            | Codó               | Maranhão           |
| Temístocles Teixeira       | ARENA   | 5.762   |            | Pastos Bons        | Maranhão           |
| Afonso Matos               | ARENA   | 5.383   |            | São Luís           | Maranhão           |

## Deputados estaduais eleitos
A ARENA conseguiu trinta e uma vagas na Assembleia Legislativa do Maranhão contra nove do MDB.

Representação eleita
  ARENA: 31
  MDB: 9

| Deputados estaduais eleitos       | Partido | Votação | Percentual | Cidade onde nasceu      | Unidade federativa |
| Orlando Lopes de Medeiros         | ARENA   | 5.957   |            | Lagoa do Mato           | Maranhão           |
| José Ribamar Pires Collins        | ARENA   | 4.933   |            | Igarapé Grande          | Maranhão           |
| Telêmaco Leda Ribeiro             | ARENA   | 4.739   |            | Bacabal                 | Maranhão           |
| Evandro Ferreira de Araújo Costa  | ARENA   | 4.391   |            | São Bento               | Maranhão           |
| Manoel de Oliveira Gomes          | ARENA   | 4.208   |            | Bacabal                 | Maranhão           |
| Domingos Rego                     | ARENA   | 4.171   |            | Pastos Bons             | Maranhão           |
| Carlos Orleans Brandão            | ARENA   | 4.123   |            | Colinas                 | Maranhão           |
| Luís Rocha                        | ARENA   | 3.954   |            | Loreto                  | Maranhão           |
| Gonçalo Moreira Lima              | ARENA   | 3.937   |            | Colinas                 | Maranhão           |
| Kleber Kleper Ferro Leite         | ARENA   | 3.796   |            | Chapadinha              | Maranhão           |
| Simeão Rios Serra Pinto           | ARENA   | 3.779   |            | Godofredo Viana         | Maranhão           |
| José Anselmo dos Reis Freitas     | ARENA   | 3.595   |            | Colinas                 | Maranhão           |
| Acrísio dos Santos Viegas         | ARENA   | 3.577   |            | Cururupu                | Maranhão           |
| Manoel Eurico Galvão de Oliveira  | ARENA   | 3.562   |            | Fernando Falcão         | Maranhão           |
| Carlos Alberto Ribeiro de Melo    | ARENA   | 3.556   |            | Cajapió                 | Maranhão           |
| Moisés Alves dos Reis             | MDB     | 3.314   |            | Codó                    | Maranhão           |
| Wilson Ramos Neiva                | ARENA   | 3.246   |            | Capinzal do Norte       | Maranhão           |
| Ruy Ilayno Coelho de Abreu        | ARENA   | 3.238   |            | Lago do Junco           | Maranhão           |
| Afonso Rodrigues de Paiva         | ARENA   | 3.238   |            | Jatobá                  | Maranhão           |
| Artur Carvalho                    | ARENA   | 3.237   |            | Cachoeira Grande        | Maranhão           |
| Renê Maciel                       | ARENA   | 3.212   |            | Boa Vista do Gurupi     | Maranhão           |
| Sebastião Furtado de Mendonça     | ARENA   | 3.068   |            | Brejo de Areia          | Maranhão           |
| Belarmino Mendes Gomes            | ARENA   | 3.059   |            | Montes Altos            | Maranhão           |
| Orlando Brito de Aquino           | ARENA   | 3.041   |            | Rosário                 | Maranhão           |
| Francisco Ferreira Figueiredo     | ARENA   | 2.985   |            | São Vicente Ferrer      | Maranhão           |
| Turíbio da Rocha Santos           | ARENA   | 2.927   |            | Riachão                 | Maranhão           |
| João Elzimar da Costa Machado     | ARENA   | 2.762   |            | Caxias                  | Maranhão           |
| Jurandir de Castro Leite          | ARENA   | 2.647   |            | Pinheiro                | Maranhão           |
| Marconi Caldas                    | ARENA   | 2.636   |            | São Luís                | Maranhão           |
| Euvaldo Neiva de Sousa            | ARENA   | 2.604   |            | Açailândia              | Maranhão           |
| Marcelo Tadeu de Assunção         | ARENA   | 2.371   |            | Balsas                  | Maranhão           |
| Merval de Oliveira Melo           | ARENA   | 2.348   |            | Timon                   | Maranhão           |
| João Batista Freitas Diniz        | MDB     | 2.296   |            | São José de Ribamar     | Maranhão           |
| Isaac Rubens Brito Dias           | MDB     | 2.274   |            | São Bento               | Maranhão           |
| João Batista Macedo Sandes        | MDB     | 2.247   |            | Maracaçumé              | Maranhão           |
| José Ribamar Dominici             | MDB     | 2.162   |            | Passagem Franca         | Maranhão           |
| Adail da Silva Carneiro           | MDB     | 2.118   |            | Nova Olinda do Maranhão | Maranhão           |
| Yolanda de Holanda Campos e Silva | MDB     | 2.090   |            | Imperatriz              | Maranhão           |
| José da Assunção Brandão          | MDB     | 1.935   |            | São Luís                | Maranhão           |
| José Ribamar Bayma Serra          | MDB     | 1.906   |            | São Luís                | Maranhão           |
| Fontes:                           |         |         |            |                         |                    |